# M-84D
М-84D — современный основной боевой танк Вооружённых сил Республики Хорватии.

## Общее описание
M-84D — хорватский вариант модернизации югославского ОБТ М-84. Он оснащён новым двигателем мощностью 1200 л. с. (895 кВт) и новой динамической защитой RRAK. М-84D может быть оборудован дистанционно управляемым боевым модулем «Самсон» производства Rafael либо модулем Protector M151 производства Kongsberg, а также цифровым баллистическим вычислителем Omega производства Fotona. Электрический привод башни обеспечивает быстрый перенос огня, новый комплект защиты уязвимых зон обеспечивает защиту экипажа от биологических, химических и ядерных угроз.
Усовершенствованные тепловизионные камеры обеспечивают возможность действовать в условиях пониженной видимости — в сумерках, ночью, в тумане, задымлении и т. д. Все новые танки M84D и M84A4 оснащены новейшим комплектом связи производства Racal. Запас хода M-84A4 и M-84D составляет 700 км, максимальная скорость — 65 км/ч. Усовершенствование автомата заряжания повысило скорострельность с 8 до 9 выстрелов в минуту, эффективность увеличилась на 15 %.
М-84D — это вторая версия модернизации танков. Боеукладка защищена противокумулятивными экранами, двигатель сзади дополнительно защищён цепями. Для хранения дополнительного боекомплекта добавлена башенная корзина, защита которой усилена противокумулятивными экранами. Установлены ПТРК LAHAT и система предупреждения о лазерном облучении LIRD-4B.

## Разница между М-95 Degman и М-84D
М-84D является прямым преемником М-84A4, тогда как М-95 Degman — это прямой преемник проекта под кодовым названием М-91 Vihor (в рамках которого построено только 2 прототипа). М-95 Degman предполагалось оснастить траками немецкой компании Diehl; имеются различия в конструкции башни и электронном оборудовании.